# 95219 Борґман
95219 Борґман (95219 Borgman) — астероїд головного поясу.
Тіссеранів параметр щодо Юпітера — 3,083.